# هیولای اسپاگتی پرنده
هیولای اسپاگتی پرنده (انگلیسی: Flying Spaghetti Monster، سرنام: هاپ یا FSM)، خدای کلیسای هیولای اسپاگتی پرنده یا پاستافاریانیسم (برگرفته از کلمات «پاستا» و «راستافار») یک جنبش اجتماعی است که یک تفکر مذهبی شوخ‌طبعانه را گسترش می‌دهد و با تدریس مباحث مربوط به آفرینش و طراحی هوشمند در مدارس عمومی، مخالف است. به گفتهٔ طرفدارانش، پاستافاریانیسم «به اندازهٔ تمام ادیان دیگر، واقعی‌ست». این آیین به صورت محدود، در برخی مناطق به رسمیت شناخته شده است.
عبارت «هیولای اسپاگتی پرنده» نخستین بار در سال ۲۰۰۵، در نامه‌ای سرگشاده از بابی هندرسون، مطرح شد که در آن نویسنده به حکم آموزشی هیئت مدیرهٔ انجمن ایالتی امور آموزشی کانزاس، جهت آموزش مبحث طراحی هوشمند به عنوان یک جایگزین برای فرگشت در کلاس‌های علوم مدارس عمومی، اعتراض می‌کرد. در این نامه هندرسون خواستار ساعات آموزشی برابر برای طرح دیدگاه‌های هیولای اسپاگتی پرنده، طراحی هوشمند و فرگشت، در کلاس‌های علوم شده‌بود. پس از انتشار نامهٔ هندرسون در وبگاهش، هیولای اسپاگتی پرنده به یک میم اینترنتی بدل شد و نماد مخالفت با آموزش طراحی هوشمند در مدارس عمومی شد.
اصول دین پاستافاریانیسم (عموماً هجوهایی نسبت به آفرینش‌گرایی) در وبگاه هندرسون به نام کلیسای هیولای اسپاگتی منتشر می‌شوند (جایی که هندرسون خودش را «پیامبر» این دین معرفی کرده)؛ همچنین مطالب مشابهی در کتاب انجیل هیولای اسپاگتی پرنده، که هندرسون در سال ۲۰۰۶ نوشت، و آتش به اختیار: کتاب مقدس کلیسای هیولای اسپاگتی پرنده آمده است. اسطوره آفرینش اصلی در پاستافاریانیسم می‌گوید هیولای اسپاگتی پرنده، که غیرقابل مشاهده و غیرقابل دسترسی است، پس از یک مستی سنگین، هستی را خلق کرد. دزدان دریایی به عنوان نخستین پیروان پاستافاریانیسم در این آیین مورد احترام هستند. هندرسون ادعا می‌کند که کاهش تعداد دزدان دریایی در طول سال‌های اخیر دلیل گرمایش جهانی بوده است. اجتماع هاپ در وبگاه هندرسون ایده‌هایشان را دربارهٔ هیولای اسپاگتی پرنده مطرح می‌کنند و تصاویری از او می‌سازند.
به دلیل محبوبیت و دیده شدن هیولای اسپاگتی پرنده، اغلب از آن به عنوان نسخهٔ معاصر قوری راسل استفاده می‌کنند - این استدلال که بار فلسفی اثبات بر دوش کسانی است که ادعاهای غیرقابل وصف دارد، نه کسانی که چنین مدعیاتی را تکذیب می‌کنند. پاستافاریانیست‌ها، برای جلوگیری از تصویب قوانین جدید در مدارس عمومی، درگیر مشاجره‌هایی با آفرینش‌گرایان، به‌طور مثال در مدرسه محلی شهرستان پولک، فلوریدا شدند. همچنین این جنبش علیه تبعیض بر بی‌دینان مبارزه می‌کند، به‌طور مثال در اعتراض به قانونی که اجازه می‌دهد افراد در تصاویر کارت شناسایی پوشش‌های مذهبی بر سر داشته باشند، پاستافاریان‌ها سعی داشته‌اند در این تصاویر آبکش ماکارونی روی سرشان بگذارند. هیولای اسپاگتی پرنده، تمجید جامعهٔ علمی و در مقابل نقد حامیان طراحی هوشمند را برانگیخته است.

## تاریخچه
در ژانویهٔ ۲۰۰۵ بابی هندرسن فارغ‌التحصیل ۲۴ سالهٔ رشتهٔ فیزیک دانشگاه ایالتی اورگن، نامه‌ای سرگشاده به انجمن ایالتی امور آموزشی در کانزاس ارسال کرد. در این نامه هندرسون با تمسخر آفرینش‌گرایی اظهار داشت که معتقد است وقتی یک دانشمند یک شیء را تاریخ‌گذاری رادیوکربن می‌کند، خالق ماورایی که شبیه اسپاگتی و کوفته قلقلی است، با «مسح رشته‌های نودلی‌اش، نتایج را تغییر می‌دهد». هندرسون استدلال کرد که عقاید وی به اندازهٔ طراحی هوشمند معتبر هستند و خواستار زمان برابر در کلاس‌های علوم در کنار طراحی هوشمندانه و فرگشت بود. این نامه پیش از جلسه تجدیدنظر فرگشت کانزاس به عنوان استدلالی علیه آموزش طراحی هوشمند در کلاس‌های علوم زیست‌شناسی مطرح شد. هندرسون خود را شهروندی نگران معرفی کرد که نمایندهٔ بیش از ده میلیون نفر دیگرست و استدلال نمود که طراحی هوشمند با باور او به این که «جهان هستی توسط هیولای اسپاگتی پرنده خلق شده» تفاوتی ندارد. او در این نامه آورده است:
من باورمندم می‌توانیم شاهد روزی باشیم که در کلاس‌های علوم سراسر کشور، و نهایتاً تمام جهان، به این سه تئوری زمان برابری داده‌شود؛ یک سوم زمان برای طراحی هوشمند، یک سوم برای هیولای اسپاگتی پرنده و یک سوم هم برای حدس‌های منطقی که بر اساس شواهد قابل مشاهدهٔ بسیار زیادی هستند.— بابی هندرسون
به گفتهٔ هندرسون، از آنجا که جنبش طراحی هوشمند از اشاراتی مبهم به یک طراح استفاده می‌کند، هر موجودیت قابل تصوری ممکن است آن نقش را ایفا کند؛ حتی یک هیولای اسپاگتی پرنده. هندرسون توضیح داد که با ادیان مشکلی ندارد، بلکه با دینی مشکل دارد که وانمود می‌کند علمی است. او همچنین گفت: «اگر خدایی باشد و این خدا عالم و باهوش هم باشد، من فکر می‌کنم باید از بذله‌گویی خوشش بیاید.»
در ماه مه ۲۰۰۵, پس از بدون پاسخ وانهادن نامه توسط انجمن آموزشی ایالت کانزاس، هندرسون این نامه را در وبگاه شخصی خود قرار داد و انظار عمومی متوجه آن شد. اندکی بعد پاستافاریانیسم به یک پدیده یا میم اینترنتی بدل شد. هندرسون پاسخ‌هایی را که پس از آن، از اعضای هیئت مدیره دریافت کرد، منتشر نمود. سه عضو هیئت مدیره، که همه مخالف اصلاحیهٔ برنامهٔ درسی بودند، پاسخ‌های مثبتی دادند؛ اما یک عضو چهارم از هیئت مدیره در پاسخش نوشت: «این توهین بزرگی است که خدا را مسخره کنیم». هندرسون همچنین حجم زیادی از نامه‌های نفرت‌انگیزی، من جمله تهدید به مرگش، را منتشر کرد. در یک سالی که از ارسال نامهٔ سرگشاده گذشت، هندرسون هزاران نامه دربارهٔ هیولای اسپاگتی پرنده دریافت کرد و در کل بالغ بر ۶۰٬۰۰۰ نفر برای او ایمیل زدند. او گفت: «نود و پنج درصد ایمیل‌ها مثبت بودند، ولی پنج درصد هم می‌گفتند به جهنم می‌روم.» طی این مدت سایت او ده‌ها میلیون بازدید داشت.

### پدیدهٔ اینترنتی

نماد «ماهی» هیولای اسپاگتی پرنده که نشانگر کلیسای اوست و توسط خوانندگان سایت بویینگ بویینگ در سال ۲۰۰۵ ساخته شد. این شکل نقیضه‌ای بر نماد مسیحی ایکتیس است.

به تبع چالشی که نامهٔ هندرسون برای هیئت مدیره ایجاد کرد، وبگاه و انگیزهٔ او هم مورد توجه و حمایت قرار گرفت. ماهیت طنز استدلال هندرسون باعث شد وبلاگ‌ها و سایت‌های طنز و فرهنگ اینترنتی به هیولای اسپاگتی پرنده معطوف شوند. هیولای اسپاگتی پرنده در وبگاه‌هایی نظیر بویینگ بویینگ، چیزی عظیم، نانشنامه، و فارک و دیگر وبگاه‌های خورهٔ شوخی مطرح شد.با افزایش آگاهی عمومی، رسانه‌های اصلی هم به این پدیده پرداختند و هیولای اسپاگتی پرنده به سمبل پرونده‌ای علیه طراحی هوشمند در برنامهٔ آموزش عمومی تبدیل گشت. نامهٔ سرگشاده در چند روزنامهٔ بزرگ مانند نیویورک تایمز, واشینگتن پست و شیکاگو سان-تایمز چاپ شدو توجه مطبوعات در سراسر جهان را به خود جلب کرد. این موفقیت خود هندرسون را هم متعجب کرد و او گفت «این نامه را، مثل چیزهای دیگر، از روی سرگرمی نوشته.»
در ماه اوت ۲۰۰۵، بویینگ بویینگ در واکنش به چالش یک مخاطب، آگهی‌ای به نام «پول طراحی هوشمند» با مبلغ $۲۵۰٬۰۰۰، که بعد به $۱٬۰۰۰٬۰۰۰ افزایش یافت، منتشر کرد و در آن جایزه به کسی تعلق می‌گرفت که راهی بیابد تا شواهدی تجربی به دست آورد، که ثابت نمایند عیسی فرزند هیولای اسپاگتی پرنده نیست. این در واقع نقیضه‌ای بود بر جایزه‌ای مشابه، که توسط یک فعال حامی آفرینش‌گرایی زمین جوان به نام کنت هاویند ارائه شده‌بود.
به گفتهٔ هندرسون، مقالات روزنامه‌ها موجب توجه ناشران کتاب به هیولای اسپاگتی پرنده شد و در یک برههٔ زمانی شش ناشر به دنبال چاپ اثری در این باره بودند. در نوامبر ۲۰۰۵، هندرسون بنا به درخواست انتشارات ویلارد کتاب انجیل هیولای اسپاگتی پرنده را نوشت.
در نوامبر ۲۰۰۵، انجمن آموزشی ایالت کانزاس به عنوان بخشی از استانداردهای آزمایشی، رأی به اجازهٔ نقد فرگشت داد؛ که شامل اجازهٔ صحبت دربارهٔ طراحی هوشمند می‌شد. در ۱۳ فوریهٔ ۲۰۰۷، هیئت مدیره با آراء ۶ به ۴ رای دادند که معیارهای علمی اصلاح‌شده در سال ۲۰۰۵ لغو شود. این پنجمین بار در هشت سال بود که هیئت مدیره استانداردهای مربوط به فرگشت را بازنویسی می‌کرد.

## اصول دین
اگر نگوییم هزاران، با میلیون‌ها مؤمن متقی، کلیسای هیولای اسپاگتی پرنده به عنوان یک مذهب عمده، مشروع محسوب می‌گردد؛ حتی به اذعان مخالفان، که اغلب مسیحیانی بنیادگرا هستند، هم خدای ما کوفته‌های عظیم‌تری نسبت به مال آن‌ها دارد.

بابی هندرسون
گرچه هندرسون گفته «تنها دُگم مجاز در کلیسای هیولای اسپاگتی پرنده، مردود دانستن دگم است»، ولی چندین باور برای پاستافاریانیست‌ها برشمرده شده. هندرسون بسیاری از اصطلاحات پاستافاریان را در واکنش به استدلال‌های رایج در میان طرفداران طراحی هوشمند پیشنهاد داده. این «احکام شریعت» در نامهٔ هندرسون به انجمن ایالتی در امور آموزشی کانزاس، انجیل هیولای اسپاگتی پرنده و وبگاه شخصی هندرسون، که در آنجا او خودش را «پیامبر» معرفی کرده، ارائه شده‌اند. این احکام تمایل به هجو آفرینش‌گرایی دارند.

### آفرینش
اسطورهٔ اصلی خلقت در پاستافاریانیسم، این است که هیولای اسپاگتی پرنده که غیرقابل مشاهده یا دسترسی است، «بعد از سگ‌مست کردن» جهان هستی را آفرید. طبق این افسانه، مستی هیولا باعث شد که زمین معیوب ایجاد شود. از این گذشته، بنا بر پاستافاریانیسم، تمام شواهد فرگشت برای آن ایجاد شده‌اند تا میزان ایمان و تقوای پاستافاریانیست‌ها سنجیده شود؛ که یحتمل نقیضه‌ای بر متن کتاب مقدس است. هنگامی که اندازه‌گیری‌های علمی مانند تاریخ‌گذاری رادیوکربن انجام می‌شود، هیولای اسپاگتی پرنده با مسح رشته‌های نودلی‌اش نتایج آزمایش را تحت‌تأثیر قرار می‌دهد.

### پس از مرگ
مفهوم بهشت برای پاستافاریانیست‌ها شامل کارخانه‌ای از آتشفشان آبجو و استریپر (یا گاه روسپی) می‌شود. دوزخ هم مشابه همان بهشت است و فرقش این است که آبجوهای آن کهنه و پرزور هستند و استریپرهایشان بیماری‌های آمیزشی دارند.

### دزدان دریایی و گرمایش زمین

یک نمودار گیج‌کننده که مدعی ارتباط کاهش دزدان دریایی و افزایش گرمایش جهانی است.

براساس عقاید پاستافاریان، دزدان دریایی «موجودات اولیاء الهی» و پاستافاریان‌های اصلی هستند. همچنین آنان بر این باورند که دزدی دریایی مفهوم کنونی «سرقت کردن و منفور بودن» را در برنداشته و این مفاهیم توسط روحانیان مسیحی قرون وسطی و حار کریشنا برساخته شده. درعوض، پاستافاریان می‌گوید دزدان دریایی «سیاحان صلح‌دوست و مروجان ارادهٔ نیک» بودند که برای کودکان خردسال شیرینی‌جات توزیع می‌کردند و دزدان دریایی مدرن به هیچ وجه شبیه «دزدان دریایی خوش‌مشرب تاریخ» نیستند. افزون بر این، پاستافاریان معتقد است که ارواح دزدان دریایی مسئول مفقود شدن مرموز تمامی کشتی‌ها و هواپیماهای گمشده در مثلث برمودا هستند. کلیسای هیولای اسپاگتی روز ۱۹ سپتامبر را به عنوان «روز جهانی شبیه دزدان دریایی صحبت کردن» می‌شناسد.
موضوع دزدان دریایی در پاستافاریانیسم ابتدا در بخشی از نامهٔ سرگشادهٔ هندرسون به انجمن امور آموزشی کانزاس مطرح شد که در تلاش بود مغالطه علت شمردن همبستگی را در قالب هجو نشان دهد. هندرسون در این بخش از نامه می‌گوید: «افزایش گرمایش جهانی، زمین‌لرزه‌ها، توفندها و دیگر بلایای طبیعی، همگی در رابطه‌ای مستقیم با کاهش تعداد دزدان دریایی از قرن هجدهم هستند.» یک نمودار گیج‌کننده (با اعدادی که از روی مزاح، بدون ترتیب روی محور x نمودارند) ضمیمهٔ این نامه است، که نشان می‌دهد کم شدن دزدی دریایی با زیاد شدن دمای میانگین زمین رابطهٔ مستقیم دارد. این نمودار کنایه‌ای به برخی گروه‌های مذهبی است که مدعی می‌شوند تعداد زیاد بلایای طبیعی، قحطی و جنگ در جهان، ناشی از عدم احترام و عبادت نسبت به الوهیت آن‌هاست. در سال ۲۰۰۸، هندرسون با تحلیل افزایش دزدی دریایی در خلیج عدن، از این اقدام حمایت کرد و اظهار داشت که سومالی «بیشترین تعداد دزد دریایی» و «کمترین میزان گاز گلخانه‌ای در میان تمامی کشورها» را داراست.

### تعطیلات

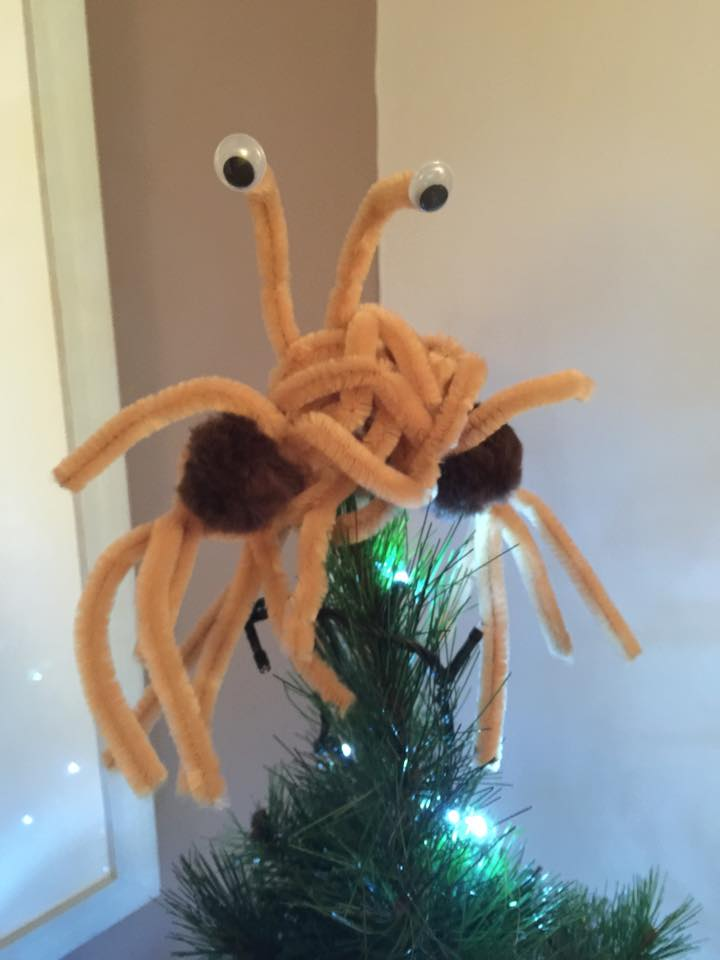
یک کاردستی ساخته شده از جارو، به عنوان جایگزینی پاستافاریانی از تاج درخت که مسیحیان روی درخت کریسمس می‌گذارند.

به باورهای پاستافاریان مراسم مذهبی باید نشاط را گسترش دهند. آن‌ها جمعه‌ها را روز متبرکه می‌دانند. آن‌ها پس از دعا کردن از کلمهٔ «رامین» (یا «رعامین») استفاده می‌کنند؛ این نقیضه یک تکواژ مرکب برساخته از واژه‌های «آمین» و «رامن» (نوعی خوراک نودلی ژاپنی) است. در جشن «پاستوور» مقدار زیادی پاستا مصرف می‌شود و در طول ماه «رامنضان» تنها رامن می‌خورند؛ «روز جهانی شبیه دزدان دریایی صحبت کردن» هم یک روز مقدس برای پاستافاریان است.
در زمان کریسمس، حنوکا و کوانزا پاستافاریانیست‌ها جشن‌هایی مبهم به نام «تعطیلات» را پاس می‌دارند. این جشن‌ها در واقع بنا بر سنت هر منطقه هستند. بنا به اظهار هندرسون، یک پاستافاریان «دگم و ظاهرگرا نیست»، فلذا آنان نیازی به تاریخ مختص خود ندارند و در هر جایی که زندگی می‌کنند، بنا بر آداب و رسوم آنجا جشن می‌گیرند. به‌طور مثال جشن «پاستوور» به جای پسح، و ایام «رامنضان» به جای رمضان گرامی داشته می‌شوند.
پاستافاریانیست‌ها از عبارت «تعطیلات مبارک» به جای احوال‌پرسیهای معمول (مثلاً «کریسمس مبارک») استفاده می‌کنند. در دسامبر ۲۰۰۵، جرج دابلیو بوش در کارت‌های تبریک عید، از عبارت «فصل تعطیلات مبارک» استفاده کرد؛ در پی این اقدام، هندرسون در نامه‌ای از رئیس‌جمهور تشکر کرد. در این نامه نماد ماهی کلیسای هیولای اسپاگتی پرنده درج شده‌بود تا رئیس‌جمهور بتواند از آن برای لیموزین یا هواپیمایش استفاده کند. هندرسون همچنین از وال‌مارت برای استفاده از این عبارت تشکر کرد.

## کتب

### انجیل هیولای اسپاگتی پرنده
در دسامبر ۲۰۰۵ بابی هندرسون پیش‌قسطی به مبلغ US$۸۰٬۰۰۰ از سوی نشر ویلارد دریافت کرد تا شروع به نوشتن انجیل هیولای اسپاگتی پرنده کند. هندرسون گفت قصد دارد درآمد حاصل از این کتاب را صرف ساخت یک کشتی دزدان دریایی کند تا به وسیلهٔ آن آیین پاستافاریان را گسترش دهد.کتاب مذکور در ۲۸ مارس ۲۰۰۶ منتشر شد، و مرام مسلک پاستافاریان، که در نامهٔ سرگشاده به آن اشاره شده‌بود، در آن شرح داده شد. هندرسون می‌کوشد با کلامی طنز درک ناقص از زیست‌شناسی تکاملی را نمایان کند و از دیدگاه یک پاستافاریان در باب تاریخ و سبک زندگی بحث کند. این انجیل از مخاطب می‌خواهد که سی روز پیاپی تلاش کند به آیین پاستافاریان درآید و می‌گوید «اگر شما دوستمان نداشته باشید، دین قدیمی شما مجدداً شما را به خود راغب می‌کند.» هندرسون در وبگاه شخصی خود گفت که تعداد ۱۰۰٬۰۰۰ جلد از انجیلش به فروش رسیده.
ساینتیفیک آمریکن در وصف این کتاب، آن را «یک تفسیر دقیق دربارهٔ طراحی هوشمند» و «بسیار بامزه» معرفی کرد. در سال ۲۰۰۶، این کتاب نامزد دریافت جایزه کوئیل در بخش طنز شد، گرچه موفق به دریافت جایزه نگشت. واین آلن برنر از مجلهٔ آستین کرونیکل در توصیف این کتاب گفت: «در نبرد بیش از حد جدی بین علم و خرافات، کمی تسکین لازم است». سیمون سینگ از دیلی تلگراف نیز نوشت این انجیل «ممکن است کمی تکراری باشد… اما در کل یک کتاب درخشان، تحریک‌آمیز، شوخ‌طبع و گوهری ارزشمند است».
کاسی لاسکین از انستیتو دیسکاوری، که مدافع طراحی هوشمند است، برچسب «مسخره کردن عهد جدید مسیحیت» را بر این کتاب نهاد.

### آتش به اختیار
در سپتامبر ۲۰۰۵، پیش از آن که هندرسون شروع به نوشتن انجیل هیولای اسپاگتی پرنده کند، یک پاستافاریان از فروم وِنگانزا، با نام کاربری سولیپسی، اعلام کرد که پروژه‌ای برای جمع‌آوری متون پاستافاریان در جریان است تا در قالب آتش به اختیار، کتاب مقدس کلیسای هیولای اسپاگتی پرنده عرضه شود، که اساساً مشابه کتاب مقدس است. این کتاب در سال ۲۰۱۰ تکمیل شده و برای دانلود منتشر شد.
نمونه‌ای از نوشتارهای کتاب آتش به اختیار چنین است:
من هیولای اسپاگتی پرنده هستم. پیش از آن هیولایی نزاییده (بعد از آن مشکل نداره؛ فقط مراقب باشید). تنها هیولایی که سزاوار ستایش است، من هستم! دیگر هیولاها کذاب‌اند و سزاوار ستایش نیستند.— الهامات ۱:۱

## تأثیرات

### به عنوان پدیده‌ای فرهنگی

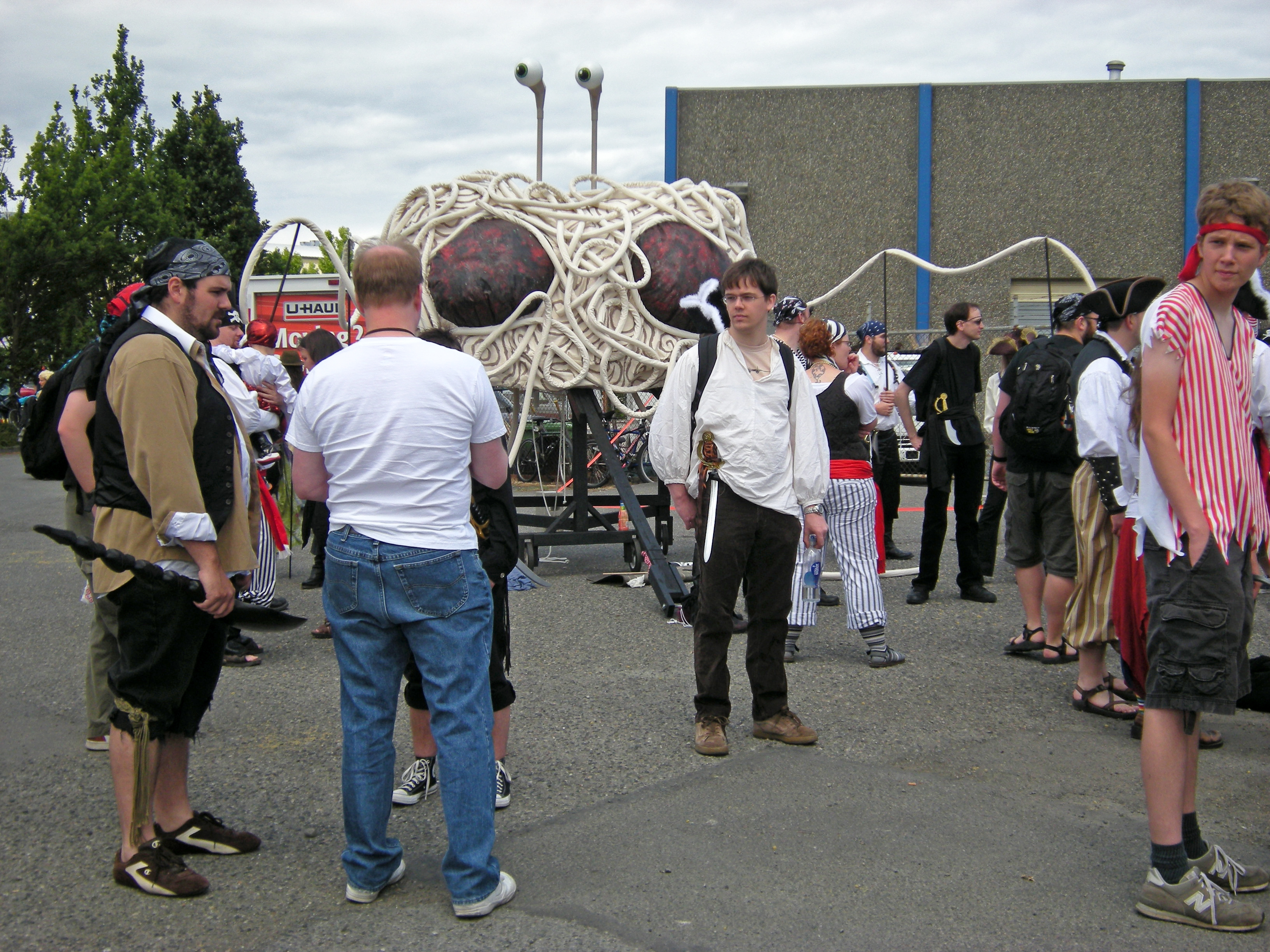
مدلی از هیولای اسپاگتی پرنده، در حال آماده‌سازی برای مراسم رژهٔ انقلاب تابستانی سال ۲۰۰۹ در فرمونت، سیاتل، واشینگتن.

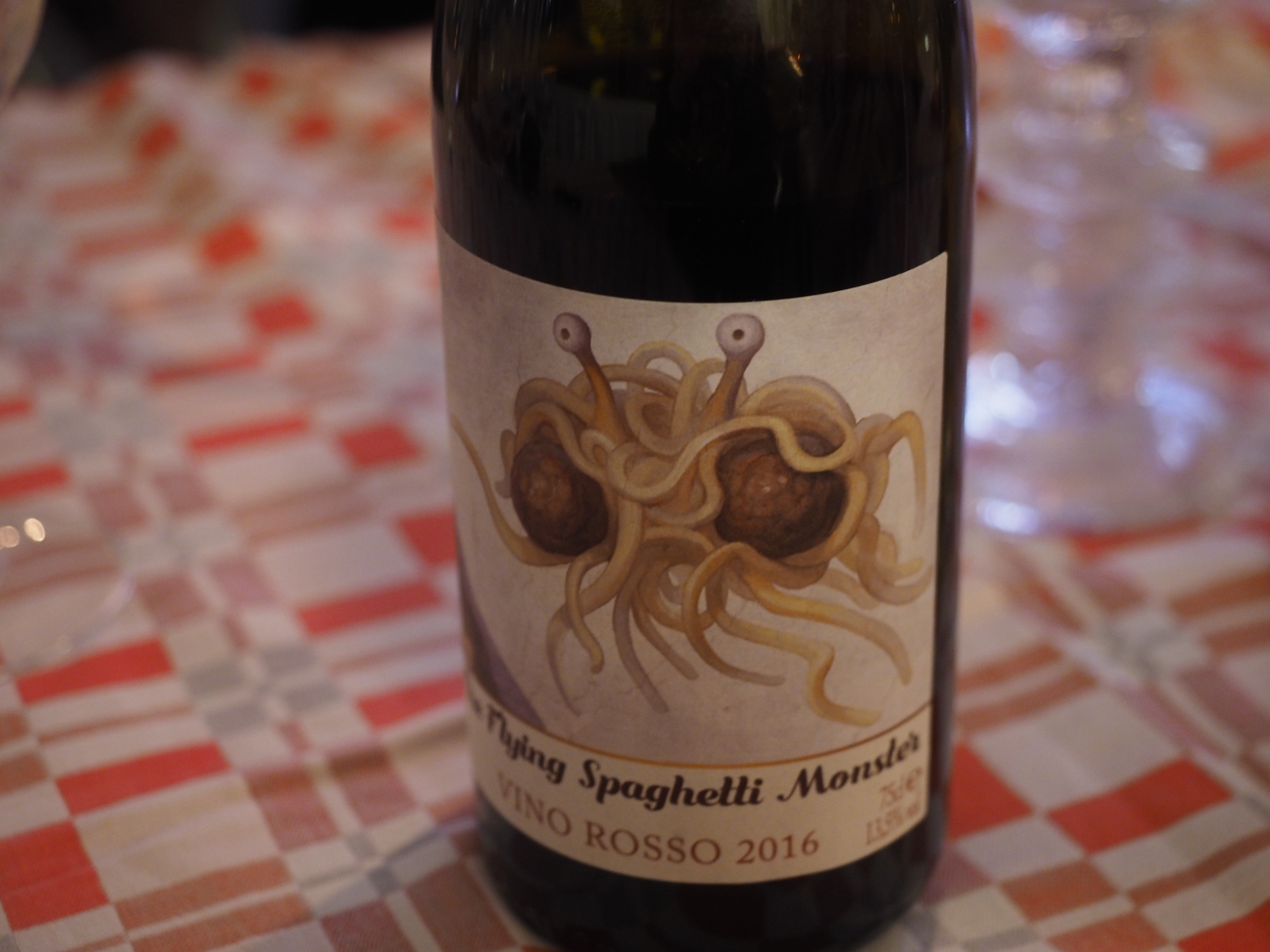
یک بطری شراب سرخ هیولای اسپاگتی پرنده.

کلیسای هیولای اسپاگتی پرنده تاکنون هزاران پیرو دارد، که اغلب آنان در دانشگاه‌های آمریکای شمالی و اروپا به سر می‌برند. طبق گزارش آسوشیتدپرس، وب‌سایت هندرسون به پاتوق کسانی بدل شده که با طراحی هوشمند مخالفند. بر روی این وبگاه مخاطبان برگزاری قرارهایی با لباس دزدان دریایی را هماهنگ می‌کنند و خنزل پنزل‌ها، عکس‌ها و برچسب‌های مرتبط با هیولا را می‌خرند.
در اوت سال ۲۰۰۵، هنرمند مفهومی سوئدی، نیکلاس جانسون نقیضه‌ای از نقاشی معروف آفرینش آدم میکل‌آنژ را رسم کرد که در آن هیولای اسپاگتی پرنده به جای خدا، رشته‌های نودلی‌اش را به سمت آدم دراز کرده. این تصویر به صورت د فاکتو و غیررسمی به عنوان شمایل هیولای اسپاگتی پرنده ماندگار و پذیرفته شد. کمپانی تئاتر هنرمندان هانگر در یک نمایش کمدی به نام مراسم تعطیلات هیولای اسپاگتی پرنده در دسامبر ۲۰۰۶، جزئیاتی به عنوان تاریخ پاستافاریانیسم را روی صحنه برد. این نمایش منجر به اجرای قسمت دومی به نام لیوان عرق‌خوری مقدس هیولای اسپاگتی پرنده، در دسامبر ۲۰۰۸، شد. این فعالیت جمعی در سال ۲۰۰۷ موجب توجه سه پژوهشگر مذهبی دانشگاه فلوریدا شد، که میزگردهایی در آکادمی مذاهب آمریکا، برای بررسی این پدیده برگزار کردند.

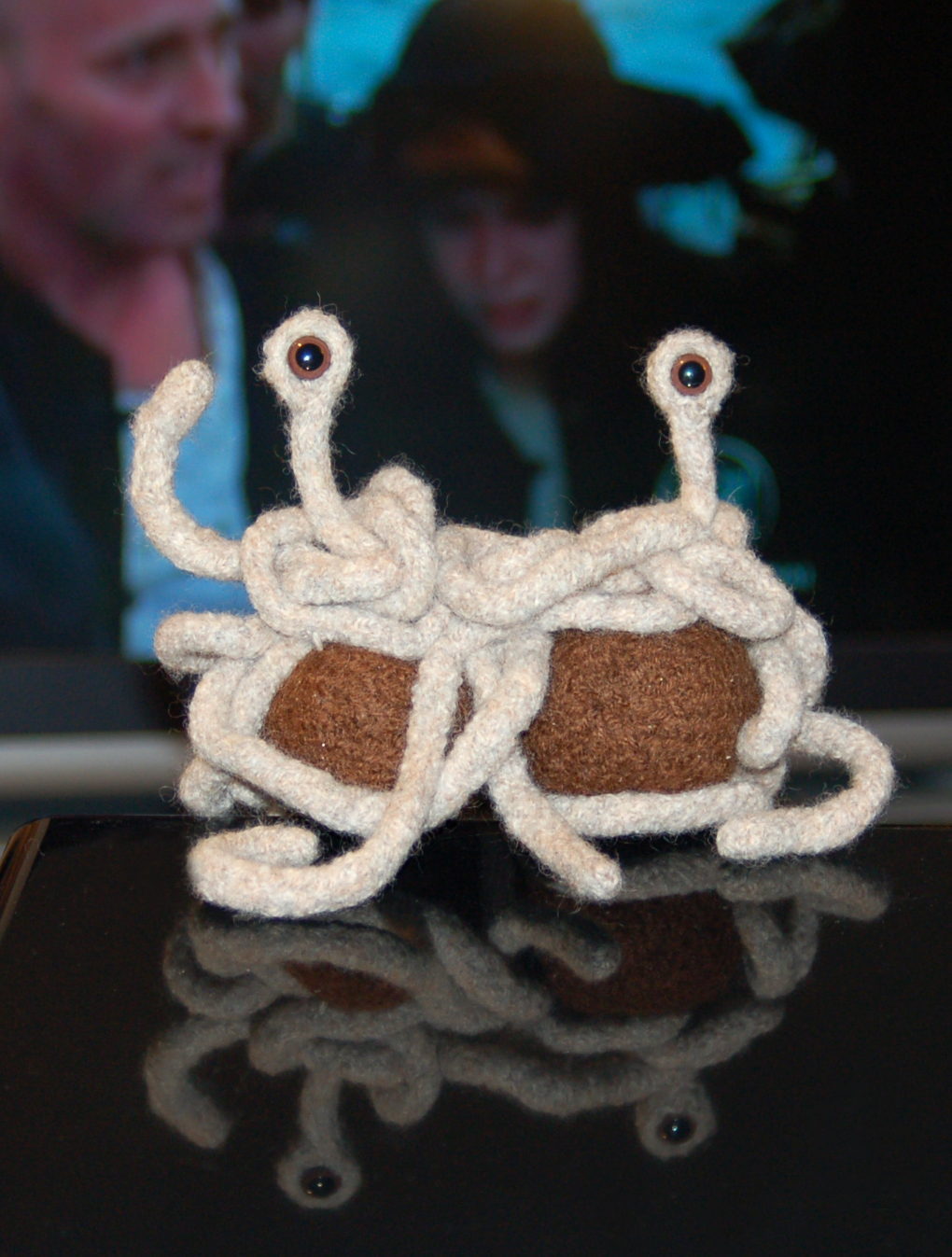
یک عروسک دست‌بافت از هیولای اسپاگتی پرنده.

در نوامبر ۲۰۰۷، نشست سالانهٔ آکادمی مذاهب آمریکا، در سن دیگو چهار جلسه دربارهٔ هیولای اسپاگتی پرنده برگزار نمود. جلسات با نام‌هایی همچون ماکارونی مقدس و سُس اَقدس: دلایل آشفتهٔ هیولای اسپاگتی پرنده برای نگرش به ادیان، مسئلهٔ عناصر لازم برای پذیرش این گروه به عنوان یک مذهب را بررسی کردند. سخنران‌ها چنین مطالبه می‌کردند که «یک ضد-مذهب همچون هیولای اسپاگتی پرنده در واقع خودش یک مذهب است». این گفتگوها مبنای مقاله‌ای با عنوان ستیز فرگشتی و سویه‌ای از پاستا: هیولای اسپاگتی پرنده و عملکرد واژگون دین نقیضه‌ای شد، که در مجله گولم منتشر گردید. این جلسات انظار عمومی را متوجه خود کرده و بیش از ۹ هزار نفر در کنفرانس شرکت کردند. مسئولان برگزاری کنفرانس پس از آن نامه‌های انتقادی از مسیحیانی که رنجیده شده بودند، دریافت کردند.
از اکتبر ۲۰۰۸, بخش محلی کلیسای هیولای پرنده به صورت سالانه همایشی به نام «اسکپشن» در پردیس دانشگاه ایالت میسوری برگزار می‌کند. بی‌دینان و شک‌گرایان در این همایش دربارهٔ چیزهای مختلفی صحبت می‌کنند و مناظراتی میان آنان و مسیحیان برگزار می‌شود. سازمان‌دهندگان این رویداد، از آن به عنوان «بزرگ‌ترین اجتماع بی‌دینان در غرب‌میانه» یاد می‌کنند.
در وبگاه سازمان غیرانتفاعی سرمایه‌گذاری خرد کبوا، گروه هیولای اسپاگتی پرنده در رده‌بندی تعداد اعطای وام، یکی از پیش تاختگان در دستهٔ «جماعت‌های مذهبی» است و شعار این گروه «تو سهیم باش، که بدون تو هیچ‌کس راه تأمین‌بوجه را نمی‌پوید» است؛ این جمله کنایه‌ای به آتش به اختیار است که در جمله‌ای می‌گفت «تو سهیم باش، که بدون تو هیچ‌کس راه یافتن را نمی‌پوید». تا تاریخ سپتامبر ۲۰۲۰ مبلغ US$۵٬۰۳۹٬۰۲۵ در این گروه به وام سپرده شد.
جانوری با نام علمی Bathyphysa conifera در گروه زیستی لوله‌داران، در اشاره به این آیین، با نام «هیولای اسپاگتی پرنده» نامگذاری شده است.
در سال ۲۰۲۰ مستندی به نام من، یک پاستافاری ساخته شد، که جزئیاتی از کلیسای هیولای پرنده و مبارزه‌اش برای ثبت قانونی و به رسمیت شناخته شدن را نشان می‌داد.
در سپتامبر سال ۲۰۱۹، یک طلبهٔ پاستافاریان به نام بارت فلشر، برای افتتاح جلسهٔ دولتی مجمع شبه‌جزیرهٔ کنای در آلاسکا، دعای افتتاحیه‌ای را به نمایندگی از کلیسای هیولای اسپاگتی پرنده اقامه کرد.

### استفاده در مباحثات مذهبی
به دلیل رسانه‌ای شدن و محبوبیت هیولای اسپاگتی پرنده، از این مثال به عنوان نسخهٔ مدرن قوری راسل استفاده می‌شود. طرفداران این نظریه استدلال می‌کنند، از آنجا که وجود هیولای اسپاگتی پرنده ناپیدا و غیرقابل کشف تعریف شده، مشابه سایر موجودات فرضی ماوراءالطبیعه ابطال‌پذیر نیست، لیکن بار اثبات بر دوش کسانی است که وجود چنین موجوداتی را تأیید می‌کنند. ریچارد داوکینز در این باره می‌گوید: «مسئولیت اثبات کردن با کسی است که می‌گوید من می‌خواهم به خدا، هیولای اسپاگتی پرنده، جن یا هر چیز دیگری که هست، ایمان داشته باشم. استدلال وجود داشتن آن چیز بر عهدهٔ ما نیست.» علاوه بر این، ویراستار مجلهٔ دین و تئاتر، لنس غراوی، معتقدست هیولای اسپاگتی پرنده «نهایتاً… استدلالی دربارهٔ من‌درآوردی بودن دیدگاه آفرینش است»؛ چنان‌که هر یک از دیدگاه‌ها دربارهٔ چگونگی آفرینش به همان اندازه قابل دفاع هستند، که دیدگاه پاستافاریان قابل دفاع است. استدلال‌های مشابه دیگری در کتاب‌های پندار خدا و پندار آتئیست مطرح شده است.
در دسامبر ۲۰۰۷، در شهرستان پولک، فلوریدا کلیسای هیولای اسپاگتی پرنده پیشگام تلاش‌هایی موفقیت‌آمیز شد که موفق به منصرف کردن مدارس این شهرستان از تصویب استانداردهایی جدید برای تدریس فرگشت گردید. این موضوع پس از اعلام اعتقاد شخصی پنج نفر از هفت عضو هیئت مدیره به طراحی هوشمند مطرح شد. مخالفان که خود را پاستافاریان معرفی می‌کردند، از طریق پست‌الکترونیکی از اعضای هیئت مدیرهٔ مدارس پولک خواستند زمان آموزش یکسانی برای هیولای اسپاگتی پرنده در نظر بگیرند. یکی از اعضای هیئت مدیره، به نام مارگارت لوفتون، که از طراحی هوشمندانه پشتیبانی می‌کرد، ایمیل‌ها را رد کرده و این درخواست را مضحک و توهین‌آمیز دانست. او گفت: «آن‌ها ما را به مضحکهٔ عالم بدل کرده‌اند.» بعداً لافتون اظهار داشت که علاقه‌ای به تعامل با پاستافاریان‌ها یا کسی که به دنبال بی‌اعتبار کردن طراحی هوشمند است، ندارد. با بالا گرفتن جدال، دانشمندان با طراحی هوشمند مخالفت کردند. مارشال گودمن، قائم‌مقام پردیس دانشگاه جنوب فلوریدا در لیک‌لند، در پاسخ به تقاضای ایجاد «علوم کاربری» گفت: «این [طراحی هوشمند] علم نیست. شما حتی نمی‌توانید آن را شبه‌علم بنامید. اگرچه خانم لافتون از نتیجهٔ کار ناراضی بود، اما ترجیح داد استعفا ندهد. او و دیگر اعضای هیئت مدیره ابراز تمایل کردند که به کار روزمرهٔ ادارهٔ مدارس شهرستان برگردند.

## وضعیت حقوقی
شعب ملی کلیسای هیولای اسپاگتی پرنده در بسیاری از کشورها در تلاش بوده‌اند که پاستافاریانیسم به مذهبی رسمی (از نظر قانونی) شناخته شود و درجه‌های مختلفی از موفقیت در این زمینه را به‌دست آوردند. در نیوزیلند، پیروان پاستافاریان اجازه دارند جشن ازدواج خود را برگزار کنند، زیرا این جنبش معیارهای تعیین شده برای سازمان‌هایی را که اساساً اعتقادات مذهبی، فلسفی یا بشردوستانه را ترویج می‌کنند، برآورده می‌کند.
یک دادگاه فدرال آمریکا، مستقر در نبراسکا، رأی داد که هیولای اسپاگتی پرنده یک دین نقیضه است، نه یک دین واقعی، در نتیجه طبق رأی این دادگاه پاستافاریان نمی‌تواند ذیل «قانون تملک و افراد سازمان‌دهی شده مذهبی» قرار گیرد.
در بخشی از این حکم آمده است: «اینجا مسئله خداشناسی نیست.» انجیل هاپ به وضوح یک اثر طنز است و به منظور سرگرمی است و در حین آن، یک بیانیهٔ سیاسی برجسته را بیان کرده. به رسمیت شناختن آن به عنوان آموزه‌ای دینی، تفاوت چندانی با ایجاد «تمرین مذهبی» در هر اثر داستانی دیگر ندارد.

### ازدواج
کلیسای هیولای اسپاگتی پرنده در وب سایت خود یک دفتر عقد را اداره می‌کند که در صورت نیاز برای انجام مراسم عروسی، دادن اعتبارنامه به مقامات قضایی را امکان‌پذیر می‌کند. پاستافاریان‌ها مدعی‌اند جدایی کلیسا و حکومت در آمریکا مانع از این می‌شود که دولت بتواند به‌طور خودسرانه یک مذهب را از نظر شرعی معتبر، اما مذهب دیگری را نامعتبر یا معتبرتر برچسب‌گذاری کند. در نوامبر ۲۰۱۴، رانی میشل راجرز و آتئیست‌های خواهان حقوق بشر مینیاپولیس، در شهرستان واشینگتن، مینه‌سوتا تحت متمم چهاردهم قانون اساسی ایالات متحده آمریکا خواستار حفاظت از متمم اول قانون اساسی ایالات متحده آمریکا، بنابر آزادی بیان، شدند و وکیل مدافع ادعای بی‌خدا هراسی کرد: «وقتی اساسنامه صراحتاً می‌گوید برای برگزاری جشن ازدواج، چیزی بیش از ۲۰ دلار حق ثبت گواهی‌نامهٔ عاقد که کلیسای اسپاگتی پرنده اعطا می‌کند، نیازی نیست،... نیاز به حصول اطمینان از صلاحیت برگزاری ازدواج کاملاً بی‌معنی است.» چند روز قبل از رسیدگی به این شکایت، شهرستان واشینگتن سیاست خود را تغییر داد تا به راجرز امکان برگزاری مراسم عروسی را بدهد. این اقدام در تلاش برای رد صلاحیت دادگاه فدرال از رفع رجوع پرونده انجام شد. در تاریخ ۱۳ مه ۲۰۱۵، دادگاه فدرال تشخیص داد که این موضوع دیگر نیازی به پیگیری فدرال ندارد و پرونده را رد کرد. نخستین ازدواج پاستافاریان که به رسمیت شناخته شد، در ۱۶ آوریل ۲۰۱۶ در نیوزیلند رخ داد.

### آزادی بیان

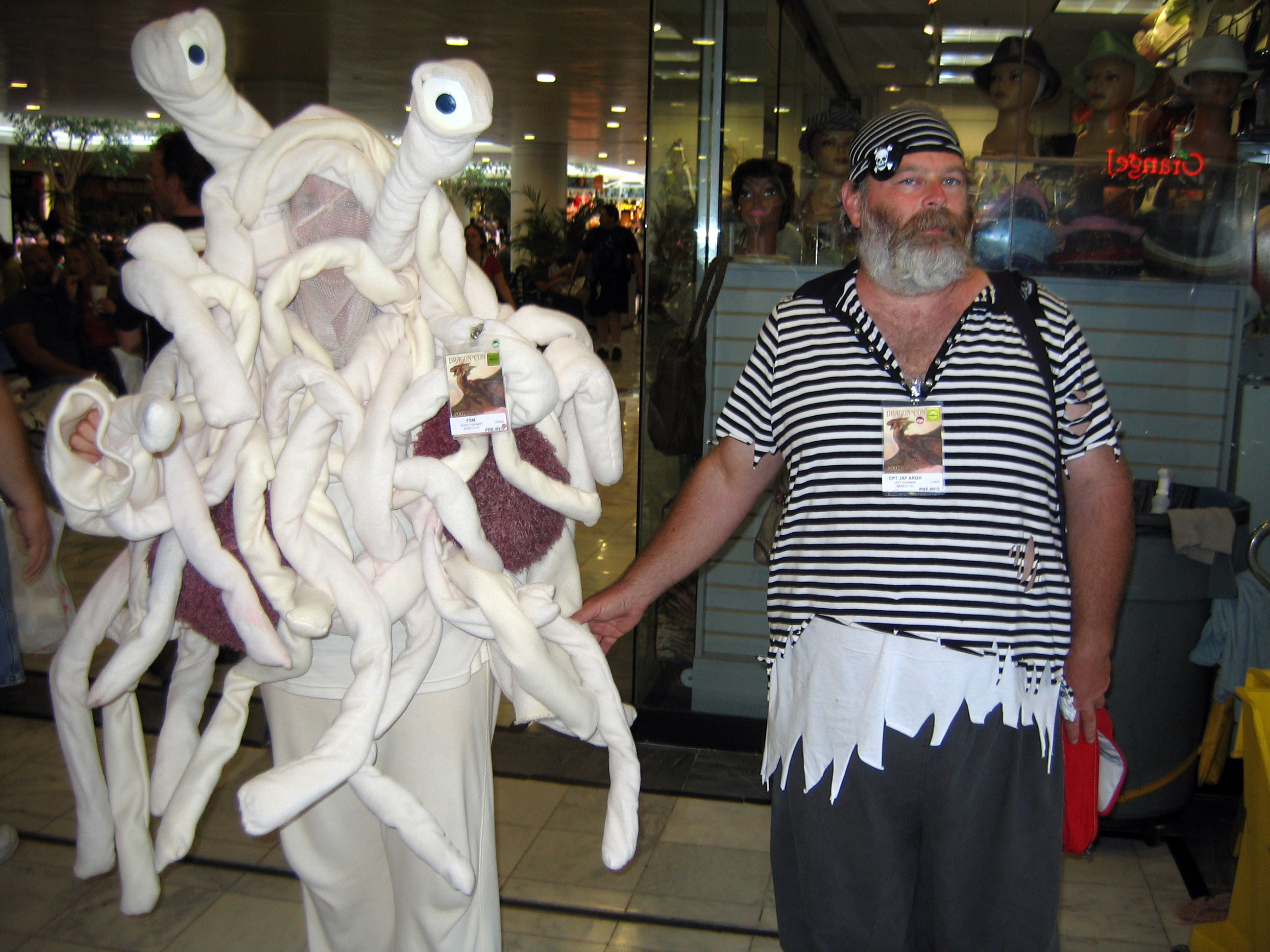
دو پاستافاریان با لباس‌های دزد دریایی و هیولای اسپاگتی پرنده.

در مارس ۲۰۰۷, برایان کیلیان، دانش‌آموز دبیرستانی شهرستان بان‌کوم، کارولینای شمالی به خاطر پوشیدن «لباس دزدان دریایی» از مدرسه تعلیق شد؛ او گفت این بخشی از آیین پاستافاریان اوست. کیلیان به این تعلیق اعتراض کرد و گفت اینگونه حق آزادی ادیان و آزادی بیانش در متمم اول، از او گرفته شده است. او گفت: «اگر این چیزی است که من باور دارم، مهم نیست چقدر احمقانه به نظر می‌رسد، من باید بتوانم آن را ابراز نمایم.»
در مارس ۲۰۰۸, پاستافاریان‌ها در کروسویل، تنسی، اجازه پیدا کردند مجسمه‌ای از هیولای اسپاگتی پرنده را جهت حفظ آزادی بیانشان، در چمن دادگاه قرار دهند و اقدام به این کار کردند. این ماجرا مورد توجه وبلاگ‌ها و سایت‌های خبری کشور قرار گرفت و حتی مجلهٔ رولینگ استون آن را پوشش داد. پس از مدتی بر اثر جدال‌هایی که دربارهٔ آن درگرفت، مجسمه مذکور را همراه دیگر پیکره‌های قدیمی مسیحیان از محل برداشتند. در دسامبر ۲۰۱۱، پاستافاریانیسم یکی از مذاهب مختلفی بود که حق داشتند اجزای نمایش خود را در محوطهٔ دادگاه لودون در لیسبورگ، ویرجینیا، مستقر نمایند.
در سال ۲۰۱۲, تریسی مک فرسون از پاستافاریان‌های پنسیلوانیا، در دادگاهی از کمیسرهای شهرستان چستر، پنسیلوانیا تقاضا کرد که پیروان هیولای اسپاگتی پرنده اجازه یابند به اندازهٔ منورای یهودیان و مغارهٔ مسیحیان، نمادهای خود را در معرض دید قرار دهند. یکی از اعضای کمیسیون گفت یا باید به همه مذاهب اجازه داده شود یا هیچ دینی نباید نمایندگی شود، اما بدون حمایت سایر کمیسرها، این پیشنهاد رد شد. یک کمیسر دیگر اظهار داشت که این دادخواست بیش از آنچه قبلاً انتظار داشت، مورد توجه قرار گرفته.
در ۲۱ سپتامبر ۲۰۱۲, گورجوس لویجوس، از اعضای پاستافاریان، در یونان به اتهام کفرگویی دستگیر شد؛ زیرا در صفحهٔ فیس‌بوکی به نام «شیوخ پاستاتیوس» در هجوی بر راهبان کلیسای ارتدکس یونانی، تصویری از مقام ارشد ارتدکس یونان را با سری پوشیده از یک نوع پاستای محلی به نام «پاستیتسو» و سس بشامل تغییر داد. این عکس، که در فیس‌بوک منتشر شده بود، به مجلس یونان هم کشیده شد و واکنش شدید سیاستمداران یونانی، موجب دستگیری خالق این اثر گشت.
در اوت ۲۰۱۳، فعالان مذهبی مسیحی ارتدکس شرقی، تحت عنوان یک گروه ثبت نشده معروف به «ارادهٔ خدا»، به تجمع مسالمت‌آمیزی که پاستافاریان‌های روسی ترتیب داده بودند، حمله کردند. فعالان و همچنین پلیس برخی از شرکت کنندگان در تجمع را متوقف کردند. پلیس هشت نفر از پاستافاریان‌ها را به تلاش برای راهپیمایی غیرقانونی متهم و دستگیر کرد. یکی از پاستافاریان‌ها بعد مدعی شد که فقط «به خاطر قدم زدن» دستگیر شده.
در فوریهٔ ۲۰۱۴، مقامات اتحادیهٔ دانشگاه بانک جنوب لندن پوستر هیولای اسپاگتی پرنده، متعلق به یک گروه آتئیست، را از کنفرانس آشنایی با دانشجویان حذف کرده و گروه مذکور را از حضور در کنفرانس منع نمودند. این امر موجب شکایت گروه آتئیست‌ها برای تحقق آزادی بیان شد. شورای صنفی دانشجویان پس از آن عذرخواهی کرد.
در نوامبر ۲۰۱۴، کلیسای اسپاگتی پرنده در شهر تمپلین آلمان، توانست با اعلام روزهای جمعه به عنوان روز نودل‌مس، تابلوهایی، مشابه تابلوهای یهودیان و مسیحیان برای تبلیغ خدماتشان در روز یکشنبه، از شهرداری بگیرد.

### پوشش سر در عکس‌های شناسایی

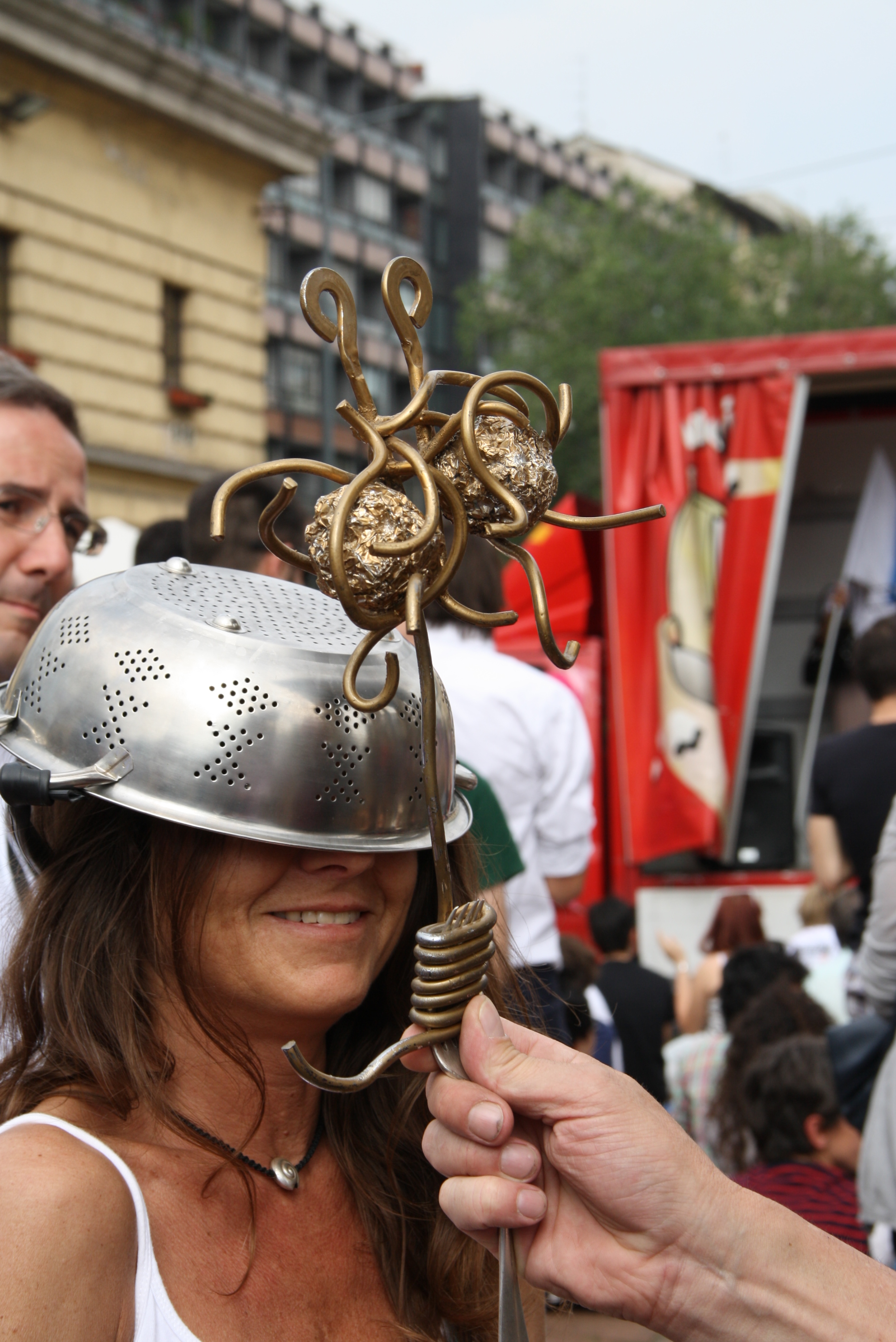
زنی که آبکش به سر کرده.

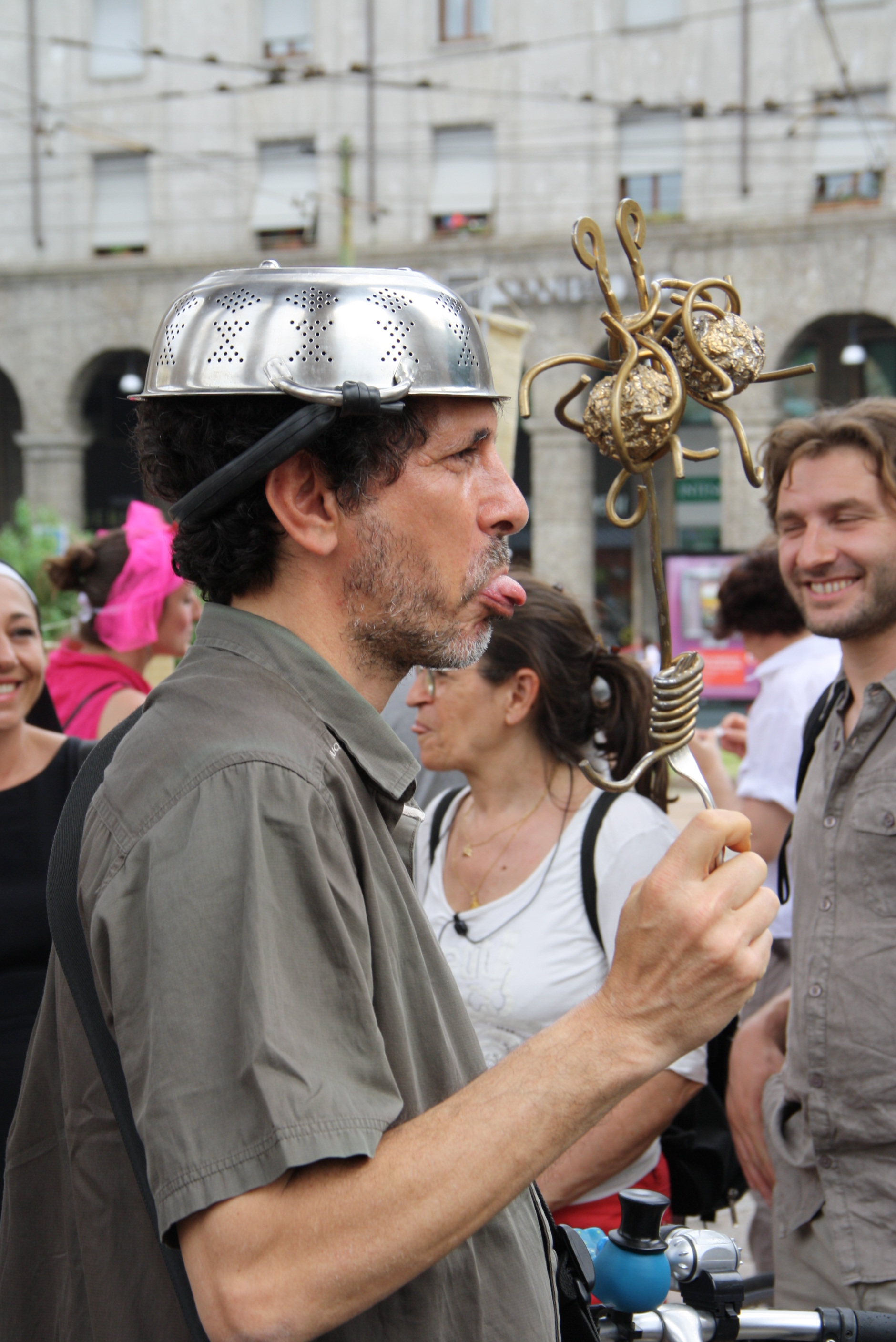
پاستافاریان معترضی که با آبکشی روی سر، نماد هیولا را نشان می‌دهد.

#### خاستگاه
در ژوئیه ۲۰۱۱, یک پاستافاریان اتریشی، به نام نیکو آلم، پس از سه سال معلق شدن گواهی‌نامه‌اش و انجام معاینه‌ای که نشان دهد از نظر روان‌شناسی برای رانندگی مستعد است، موفق شد در عکس گواهی‌نامه‌اش با آبکش ماکارونی روی سر ظاهر شود. این ایده وقتی به فکر نیکو آلم رسید، که در قوانین خوانده بود طبق قوانین راهنمایی و رانندگی اتریش، افراد به دلایل مذهبی می‌توانند با پوشش سر برای گواهی‌نامه‌شان عکس بگیرند. بدین ترتیب این فرد اتریشی از آبکشی که برای صافی ماکارونی و پاستا استفاده می‌شود، به جای حجاب سر استفاده کرد و برخی منابع از به رسمیت شناخته شدن این حجاب در اتریش خبر دادند. این امر توسط مقامات اتریشی تکذیب شد و گفتند که انگیزه‌های مذهبی دلیلی بر اجازه یافتن برای پوشش سر در گذرنامه نیست.
ابتکار عمل آلم در کشورهای دیگر، عمدتاً غربی، نیز تکرار شد و موفقیت‌هایی به همراه داشت. برخی کشورها و ایالات (همچون ایالت آمریکا) گواهی‌نامهٔ رانندگی و کارت شناسایی یا گذرنامه شهروندان با آبکش روی سر را پذیرفتند، در حالی که برخی دیگر دولت‌ها با طرح این که پاستافاریان یک دین (واقعی) نیست، یا این که شواهدی مبنی بر این که پوشش آبکشی همچون حجاب در اسلام و کیپا در یهودیت التزام‌آور است، وجود ندارد، از برآوردن این درخواست ممانعت کردند. متقاضیان و وکلای آن‌ها در پاسخ استدلال کردند که پاستافاریان یک دین واقعی است، یا اینکه دولت در جایگاهی نیست که صلاحیت تعیین واقعی بودن یا نبودن اعتقادات مختلف، اعتبارشان یا میزان تعهد و انتخاب شخصی افراد در گزینش پوشش را داشته باشد. علاوه بر این، برخی از پاستافاریان استدلال می‌کنند که هجو و شوخی کردن خود عملی مذهبی است و می‌تواند بخشی جدایی‌ناپذیر از آیینی مانند پاستافاریانیسم باشد و دولت‌ها حق ندارند تصمیم بگیرند که کدام اعتقادات را باید جدی گرفت و کدام را نباید؛ تنها خود پیروان هستند که باید تصمیم بگیرند کدام عناصر دین خود را جدی بگیرند و تا چه حد.

#### در اروپا
در ۹ اوت ۲۰۱۱ رودیگر ویدا، رئیس کلیسای هیولای اسپاگتی پرنده در آلمان، موفق شد گواهی‌نامهٔ رانندگی خود را، با آبکشی بر سر و لباس دزدان دریایی دریافت کند. این گونه پوشش در آلمان به عنوان یک مورد مذهبی پذیرفته شد.
در ۲ ژوئن ۲۰۱۲، برخی روحانی‌ستیزان معترض در یکی از میدان‌های شهر میلان، ایتالیا، به سبک پاستافاریان‌ها آبکش به سر گردهمایی کردند.
در مارس ۲۰۱۳ عکس شناسایی یک بلژیکی توسط مدیران محلی و ملی رد شد چون فرد مورد نظر صافی ماکارونی روی سرش گذاشته بود.
جمهوری چک در سال ۲۰۱۳ آبکش را به عنوان حجاب مذهبی افراد به رسمیت شناخت. در ژوئیه این ساللوکاس نوی، از اعضای حزب دزدان دریایی چک در برنو، اجازه یافت در کارت شناسایی خود، آبکش به سر پوشد.
در دسامبر ۲۰۱۳ گواهی‌نامهٔ مردی ایرلندی مردود اعلام شد در مارس ۲۰۱۶، یکی از کارکنان راهنمایی و رانندگی ایرلند گفت که دلیل رد کردن گواهی‌نامهٔ مذکور، نگنجیدن آن در چهارچوب تعریف ادیان بوده.
در ژانویه ۲۰۱۶ یک پاستافاریان روسیهای به نام آندری فیلین، توانست گواهی‌نامه‌اش را با عکس آبکش بگیرد.
در هلند، دریک جان جیکسترا در سال ۲۰۱۵ برای گرفتن پاسپورت با تصویر آبکش تقاضا کرد، که درخواستش توسط شهرداری امن مردود اعلام شد؛ پس از آن که او با موفقیت کلیسای هیولای اسپاگتی پرنده را در محل تأسیس کرد، اتاق بازرگانی هلند، گرچه ابتدا دودل بود، تقاضای پاسپورت او را پذیرفت. با این حال، شهرداری همچنان درخواست وی را رد کرد؛ با این استدلال که ثبت‌نام یک انجمن کلیسایی به معنای این نیست که پاستافاریانیسم اکنون یک آیین (به رسمیت شناخته شده) شده. این باعث شد جیکسترا در ۷ ژوئیه ۲۰۱۶، با جمع‌آوری امضای ده‌ها تن از اعضای کلیسای هیولای اسپاگتی پرنده و هواداران پاستافاریان، از شهرداری برای تبعیض به دادگاه خرونینگن، شکایت کند. در همین حین، دیگر شهروندان هلندی موفق شدند در شهرهای لیدن و لاهه، با عکس‌های آبکش گواهی‌نامه بگیرند. در ۱ اوت ۲۰۱۶, دادگاه خرونینگن اعلام کرد، گرچه پاستافاریان یک طرز زندگی است، ولیکن به عنوان یک مذهب نبوده و پوشش آبکش به عنوان وظیفهٔ شرعی نیست، لذا نمی‌توان در عکس‌های شناسایی از آبکش استفاده کرد. در ژانویهٔ ۲۰۱۷، یک دانشجوی پاستافاریان نیمیخنی به نام مینکه د ویلده، از دادگاه شهر آرنهم درخواست کرد در عکس گواهی‌نامهٔ رانندگی اجازهٔ استفاده از آبکش را داشته باشد. او نخستین بار در فوریهٔ ۲۰۱۷، و بار دیگر، در شورای ایالتی، در اوت ۲۰۱۸ شکست خورد.

#### در ایالات متحده

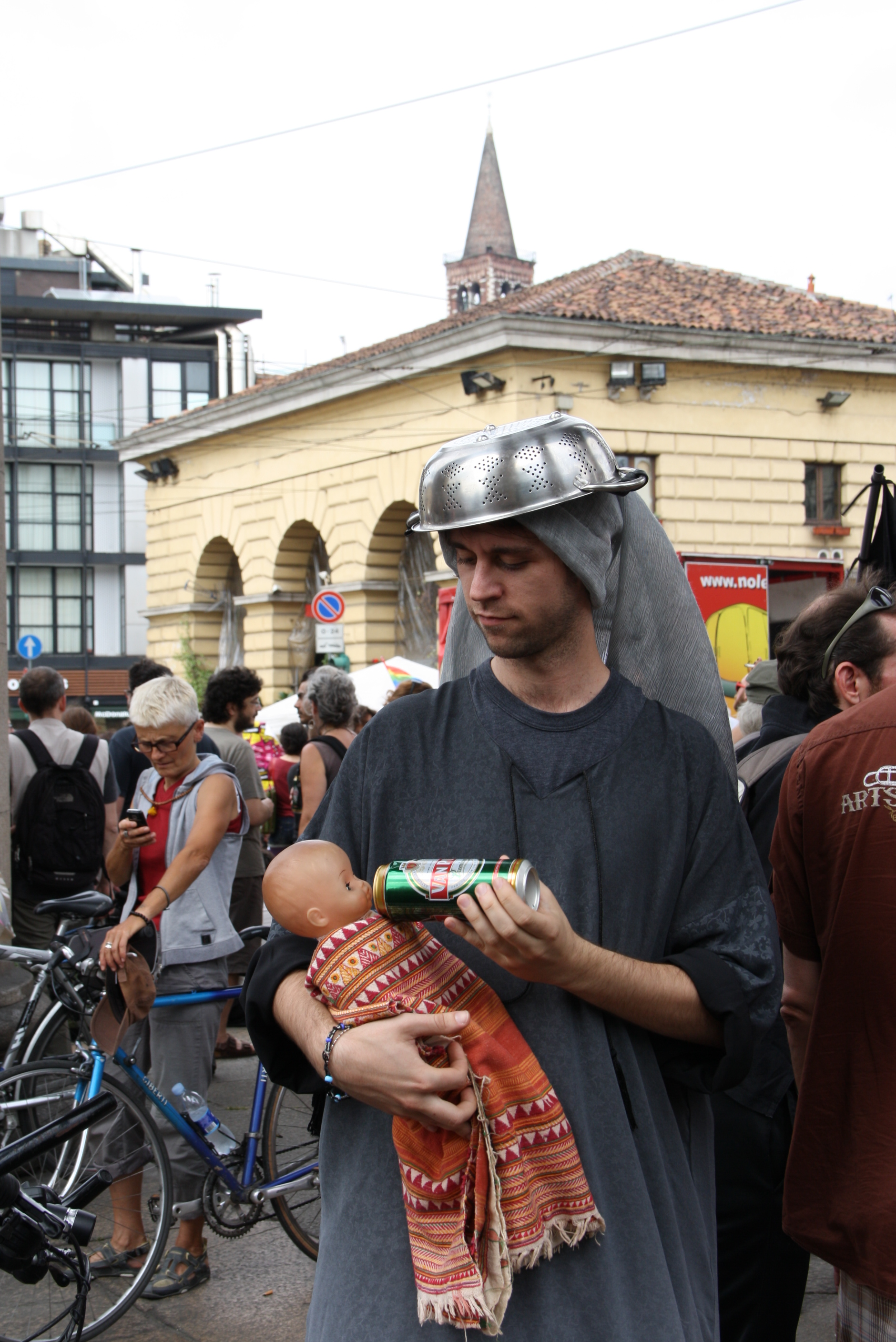
یک پاستافاریان محجبه به شکل مریم؛ در حال خوراندن آبجو به عروسک نوزاد.

در فوریهٔ ۲۰۱۳، کمیسیون وسایل نقلیهٔ موتوری نیوجرسی، یک پاستافاریان را از حق استفاده از آبکش ماکارونی به روی سر در عکس گواهی‌نامه، محروم کرد چون آبکش ماکارونی در لیست پوشش‌های مذهبی مورد تأیید نبود.
در اوت ۲۰۱۳ ادی کاستیلو، از دانشجویان دانشگاه صنعتی تگزاس، درخواست کرد که در عکس گواهی‌نامه‌اش، آبکش ماکارونی را روی سر بگذارد. وی گفت: «شما ممکن است فکر کنید این نوعی شوخی یا مسخره‌بازی یک دانشجو است، اما هزاران نفر، از جمله من، آن را به عنوان نقطهٔ عطفی سیاسی و مذهبی برای همه آتئیست‌ها، در هر جا که هستند، می‌دانند.»
در ژانویهٔ ۲۰۱۴ یکی از اعضای شورای شهر پومفرت نیویورک، هنگامی که برای عضویتش سوگند یاد می‌کرد، آبکش به سر گذاشت.
در نوامبر ۲۰۱۴ ستارهٔ سابق پورن ایژا کاررا، توانست از دفتر دپارتمان وسایل نقلیهٔ موتوری در هاریکن، یوتا، گواهی‌نامه‌ای با عکس هویتی به روش پاستافاریان به دست آورد. مدیر بخش گواهی‌نامهٔ رانندگی یوتا گفت که طی سال‌های گذشته حدود دوازده پاستافاریان به روش مشابه گواهی گرفته‌اند.
در نوامبر ۲۰۱۵، لیندسی میلر، ساکن ماساچوست، اجازه یافت پس از ذکر اعتقادات مذهبی خود، در عکس گواهی‌نامه‌اش، آبکش به سر گذارد. میلر (ساکن لووِل) روز جمعه، ۱۳ نوامبر، گفت که «او کاملاً عاشق تاریخ و داستان پاستافاریان» است، آن گونه که در وب‌سایت آن‌ها بیان کرده، این دین صدها سال به صورت پنهانی وجود داشته و از سال ۲۰۰۵ وارد دعوت آشکار شده. خانم میلر در این پرونده نمایندهٔ مرکز حقوقی اومانیست انجمن اومانیست آمریکا بود.
در فوریهٔ ۲۰۱۶, مردی از ناحیهٔ مدیسن، ویسکانسین در یک جدال حقوقی علیه ایالت ویسکانسین پیروز شد؛ مسئولان این ایالت به این دلیل که پاستافاریان یک دین نیست، در ابتدا از پذیرش عکس عجیب او برای گواهی‌نامهٔ رانندگی خودداری کردند. وکیل او طبق متمم اول قانون اساسی ایالات متحده آمریکا استدلال کرد دولت برای تشخیص این که چه چیزی دین است یا نه، واجد شرایط نیست.
پس از این که در شامبرگ، ایلینوی، راشل هاور، دانشجوی دانشگاه ایلینوی شمالی، توانست گواهی‌نامه‌ای با تصویر آبکش را در ژوئن ۲۰۱۶ دریافت کند، دفتر وزیر داخلهٔ ایلینوی در ژوئیهٔ ۲۰۱۶ این گواهی را باطل اعلام کرد. همچنین این عکس را «نادرست» دانست و گفت فرد مذکور پیش از انقضای پروانهٔ گواهی‌نامهٔ وی در ۲۹ ژوئیه، باید یک عکس جدید بگیرد. سخنگوی این نهاد گفت این دفتر پاستافاریان را به عنوان یک دین به رسمیت نمی‌شناسد، و «اگر به تاریخچهٔ آن‌ها نگاه کنید، این بیشتر به یک تمسخر دین می‌ماند تا یک دین واقعی». هاور شکایت تبعیض مذهبی را به اتحادیه آزادی‌های مدنی آمریکا ارائه کرد، اما نتوانست بیش از این پیگیر مراحل قانونی آن باشد، زیرا هزینه‌های این کار بیش از بودجهٔ دانشجویی‌اش بود. پیشتر هم دیوید هوور، از پاستافاریان‌های پکین، ایلینوی، در مه ۲۰۱۳ با مردود شدن گواهی‌نامه‌اش مواجه شده‌بود.
در ژوئن ۲۰۱۷, سن کوربیت از چندلر، آریزونا موفق شد پس از دو سال پیگیری پرونده‌اش، تصویر آبکش به سر خود را در کارت گواهی‌نامه ثبت کند.
در اکتبر ۲۰۱۹, اداره وسایل نقلیهٔ موتوری اوهایو عکس گواهی‌نامهٔ رانندگی مردی اهل سینسیناتی را رد کرد و گفت که سیاست این نهاد به مردم اجازه می‌دهد از پوشش مذهبی در عکس‌های گواهی‌نامهٔ رانندگی استفاده کنند، به شرطی که در زندگی روزمره هم از آن استفاده کنند.

#### در کشورهای مشترک‌المنافع
در ژوئن ۲۰۱۴، فردی زلاندنویی به نام راسل، با عکسی از خودش که در آن یک صافی اسپاگتی آبی‌رنگ بر سر داشت، مجوز رانندگی گرفت. این امر بر اساس قانونی شکل گرفت که پوشش مذهبی سر را در عکس‌های رسمی مجاز می‌نماید.
در اکتبر ۲۰۱۴, اُبی کانوئل، کشیش منصوب در کلیسای هیولای اسپاگتی پرنده ساکن سوری، بریتیش کلمبیا، کانادا، حق رانندگی خود را از دست داد. ابتدا درخواست کانوئل برای تمدید مجوز در پاییز ۲۰۱۳ رد شد، زیرا وی اصرار داشت آبکش را روی عکس نگهدارد. شرکت بیمه بریتیش کلمبیا تصمیم گرفت درخواست وی را به‌طور قطعی رد کند یا به او مجوز رانندگی موقت دهد. این شرکت ادعا کرد که امتناع قطعی آن‌ها در اکتبر ۲۰۱۴ بر اساس این واقعیت است که «مشتریان با پوشش سر در جایی که اعتقاد آن‌ها از برداشتن حجاب منعشان می‌کند» حق گرفتن عکس با حجاب را دارند و «آقای کانوئل قادر نبود هیچ مدرکی در اختیار ما قرار دهد، که ثابت کند او نمی‌تواند در عکس سر خود را نپوشاند.»
دولت‌های ایالات استرالیا رویکردهای متفاوتی نسبت به گرفتن عکس گواهی‌نامه با پوشش آبکشی سر داشتند. در سیدنی پرشیلان مودلی توانست گواهی‌نامه‌اش را در سپتامبر ۲۰۱۴ از ایالت نیو ساوت ولز بگیرد ولی در همان ماه، در شهر بریزبن سیمون لیدبتر نتوانست گواهی‌نامه‌ای مشابه را از دپارتمان حمل و نقل و جاده‌های ایالت کوئینزلند دریافت کند. اوایل سال ۲۰۱۴ هم استرالیای جنوبی از پذیرش عکس یک شهروند آدلاید، که آبکش روی سرش بود، برای مجوز سلاح امتناع ورزید. مقامات حتی اسلحه‌هایی که او به صورت قانونی در دست داشت را توقیف کردند، مذهب او را زیر سؤال بردند و قبل از بازگرداندن اسلحه، او را مجبور به انجام ارزیابی روان‌پزشکی کردند. ایالت ویکتوریا در نوامبر ۲۰۱۶ نخستین گواهی‌نامهٔ رانندگی با عکس آبکش به سر، را صادر کرد.

#### جدول پذیرش گواهی‌نامه
| حوزهٔ قضایی          | وضعیت پرونده                               | تاریخ        | اشخاص درگیر           |
| ------------------- | ------------------------------------------ | ------------ | --------------------- |
| اتریش               | گواهی‌نامهٔ رانندگی پذیرفته می‌شود            | ژوئیه ۲۰۱۱   | نیکو آلم              |
| آلمان               | گواهی‌نامهٔ رانندگی پذیرفته می‌شود            | اوت ۲۰۱۱     | رودیگر ویدا           |
| نیوجرسی             | گواهی‌نامهٔ رانندگی مردود می‌شود              | فوریه ۲۰۱۳   | آرون ویلیامز          |
| بلژیک               | کارت شناسایی مردود می‌شود                   | مارس ۲۰۱۳    | آلیان گرائولوس        |
| جمهوری چک           | کارت شناسایی پذیرفته می‌شود                 | ژوئیه ۲۰۱۳   | لوکاس نوی             |
| تگزاس               | گواهی‌نامهٔ رانندگی پذیرفته می‌شود            | اوت ۲۰۱۳     | ادی کاستیلو           |
| استرالیای جنوبی     | گواهی اسلحه مردود می‌شود                    | ۲۰۱۴         | گوی آبلون             |
| نیوزیلند            | گواهی‌نامهٔ رانندگی پذیرفته می‌شود            | ژوئن ۲۰۱۴    | راسل                  |
| کالیفرنیا           | گواهی‌نامهٔ رانندگی پذیرفته می‌شود            | اوت ۲۰۱۴     | بث                    |
| اکلاهما             | گواهی‌نامهٔ رانندگی پذیرفته می‌شود            | سپتامبر ۲۰۱۴ | شاونا هاموند          |
| نیو ساوت ولز        | گواهی‌نامهٔ رانندگی پذیرفته می‌شود            | سپتامبر ۲۰۱۴ | پرشالین مودلی         |
| کوئینزلند           | گواهی‌نامهٔ رانندگی مردود می‌شود              | سپتامبر ۲۰۱۴ | سیمون لیدبتر          |
| بریتیش کلمبیا       | گواهی‌نامهٔ رانندگی مردود می‌شود              | اکتبر ۲۰۱۴   | اوبی کانوئل           |
| یوتا                | گواهی‌نامهٔ رانندگی پذیرفته می‌شود            | نوامبر ۲۰۱۴  | ایژا کاررا            |
| تنسی                | گواهی‌نامهٔ رانندگی پذیرفته می‌شود            | دسامبر ۲۰۱۴  | جوی کاماچو            |
| ماساچوست            | گواهی‌نامهٔ رانندگی پذیرفته می‌شود            | نوامبر ۲۰۱۵  | لیندسای میلر          |
| جورجیا              | گواهی‌نامهٔ رانندگی مردود می‌شود              | دسامبر ۲۰۱۵  | کریس آوینو            |
| نوادا               | گواهی‌نامهٔ رانندگی پذیرفته می‌شود            | ژانویه ۲۰۱۶  | کریس آوینو            |
| روسیه               | گواهی‌نامهٔ رانندگی پذیرفته می‌شود            | ژانویه ۲۰۱۶  | آندری فیلین           |
| ویسکانسین           | گواهی‌نامهٔ رانندگی پذیرفته می‌شود            | فوریه ۲۰۱۶   | میشائیل شوماخر        |
| جمهوری ایرلند       | گواهی‌نامهٔ رانندگی مردود می‌شود              | ۲۰۱۳, ۲۰۱۶   | نوئل مولریان          |
| ایلینوی             | گواهی‌نامهٔ رانندگی پذیرفته شد، سپس مردود شد | ژوئیه ۲۰۱۶   | راشل هاور             |
| ویکتوریا (استرالیا) | گواهی‌نامهٔ رانندگی پذیرفته می‌شود            | نوامبر ۲۰۱۶  | مارکوس بورینگ         |
| آریزونا             | گواهی‌نامهٔ رانندگی پذیرفته می‌شود            | ژوئن ۲۰۱۷    | سین کوربیت            |
| هلند                | پاسپورت و گواهی‌نامهٔ رانندگی مردود می‌شود    | ۲۰۱۵ – ۲۰۱۸  | مینک د ویلده و دیگران |
| اوهایو              | گواهی‌نامهٔ رانندگی مردود می‌شود              | اکتبر ۲۰۱۹   | ریچار موسر            |

## نقد
جاستین پاپ از آسوشیتد پرس، بنا بر نامهٔ سرگشادهٔ هندرسون در سال ۲۰۰۵، گفت:
در میان آن مطلب، مخلص کلام این بود: طراحی هوشمند از لحاظ علمی هیچ برتری نسبت به این دیدگاه که یک موجود عالم ماکارونی‌شکل هستی را خلق کرده، ندارد. اگر حامیان طراحی هوشمند خواهان وقت برابر با فرگشت در کلاس علوم هستند، چرا بقیه نباشند؟ تنها راه‌حل معقول این است که در کلاس‌های علوم به جز بهترین علم موجود، چیز دیگری تدریس نشود.— جاستین پاپ

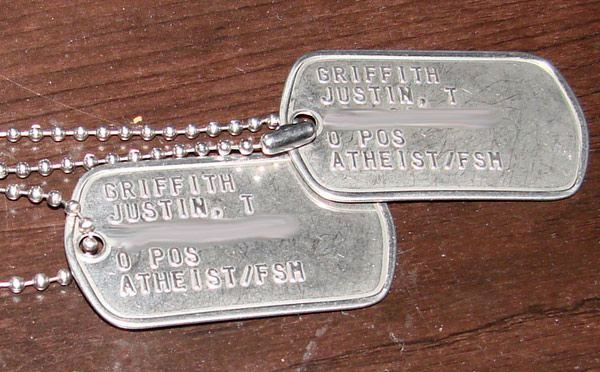
پلاک یک سرباز آمریکایی که جای ذکر دین/عقیده فردی در آن، نوشته «آتئیست/اف‌اس‌ام».

پاپ هیولای اسپاگتی پرنده را به عنوان «یک استدلال هوشمندانه و مؤثر» ستود. سیمون سینگ در دیلی تلگراف برای توصیف هیولای اسپاگتی پرنده نوشت «یک استاد بزرگ، که بر پوچی طراحی هوشمند تأکید کرد» و هندرسون را به خاطر «دفاع از علم و عقلانیت» تشویق کرد. سارا باکسر از نیویورک تایمز گفت هندرسون «دارای لطافت طبع است». علاوه بر این، در پانوشت مقاله‌ای از نشریهٔ قانون حقوق شهروندی-آزادی مدنی هاروارد هیولای اسپاگتی پرنده به عنوان نمونه‌ای از ورود مبحث فرگشت «معرکهٔ فرهنگ عامه» مطرح کرد؛ که نویسنده آن را برای غلبه فرگشت بر طراحی هوشمندانه ضروری دانست. چکیده مقالهٔ جنجال فرگشت و جنبه‌ای از ماکارونی: هیولای اسپاگتی پرنده و عملکرد مخرب تقلید مذهبی شرح داده که چگونه هیولای اسپاگتی پرنده به عنوان «نمونه‌ای قوی برای استفاده از شوخ‌طبعی هیولاست، که می‌تواند به عنوان ابزاری محبوب برای هجوی مهیج به کار رود». نویسندهٔ این مقاله همچنین پاستافاریان را به خاطر «معرفت‌شناسی متواضع آن» ستود. علاوه بر این، وبگاه هندرسون دارای تاییدات بی‌شماری از جامعهٔ علمی است. مثلاً، جک شافیلد از نشریهٔ گاردین که نوشته «البته شوخی این است که مسلماً این منطقی‌تر از طراحی هوشمندانه است.»
کیسی لوسکین از انستیتوی دیسکاوری، که طراحی هوشمند را ترویج می‌کند، در مخالفت با هیولای اسپاگتی پرنده، گفت: «مشکل منطق آن‌ها، این است که نهاد توضیحی دلخواه ندارد، زیرا ما در طبیعت شواهد زیادی، در زمینه تولید عوامل پیچیده اطلاعاتی مشاهده می‌کنیم.» جف جاکوبی، مقاله‌نویس بستون گلوب می‌گوید «طراحی هوشمند، دیدگاهی بدوی یا عهدین پر طمطراق یا اسپاگتی پرنده نیست. این علم است.»این دیدگاه دربارهٔ علم، به هر ترتیب، توسط آکادمی ملی علوم ایالات متحده رد شد. پیتر گالین از پاسخ‌های پیدایش (یک کشیش آفرینش‌گرایی زمین جوان) می‌گوید «هیولای اسپاگتی پرنده علاوه بر تمسخر خود خداوند، جنبش طراحی هوشمند را به دلیل عدم شناسایی پروردگاری خاص مسخره کرده؛ یعنی این احتمال وجود دارد که یک هیولای اسپاگتی همان طراح هوشمند باشد… بنابر این هجو، این امکان وجود دارد، زیرا جنبش طراحی هوشمند به مذهب خاصی وابسته نبوده است، دقیقاً برعکس آنچه منتقدان دیگر آن ادعا می‌کنند!»